# Dubyaea tsarongensis
Dubyaea tsarongensis là một loài thực vật có hoa trong họ Cúc. Loài này được (W.W.Sm.) Stebbins mô tả khoa học đầu tiên năm 1937.